# Калинская, Анна Николаевна
А́нна Никола́евна Кали́нская (род. 2 декабря 1998, Москва) — российская теннисистка. Победительница четырёх турниров WTA в парном разряде.
Победительница одного юниорского турнира Большого шлема в парном разряде (Открытый чемпионат Австралии-2016); финалистка двух юниорских турниров Большого шлема: в одиночном разряде (Открытый чемпионат Франции-2015), и в парном разряде (Открытый чемпионат США-2015); бывшая третья ракетка мира в юниорском рейтинге ITF.

## Общая биография
Анна родом из семьи профессиональных спортсменов: её родители в своё время играли в бадминтон, брат — Николай — футболист. После окончания игровой карьеры родители стали работать в системе НФБР: Николай Дмитриевич стал начальником сборной команды страны, а его супруга Елена — детским тренером. Позже мама перестала тренировать и стала сопровождать дочь на соревнованиях.
Первое знакомство с теннисом произошло в возрасте пяти лет в Днепропетровске, куда Калинская уезжала на лето к бабушке. Начала играть, смотря на занятия теннисом своей двоюродной сестры. Активно стала заниматься теннисом уже в родной Москве, где тренировалась у Жанны Лебедевой. После этого сменила ещё пару тренеров и несколько лет занималась под руководством Левана Нанавы. Калинская не стала в юном возрасте переезжать тренироваться за границу, потому что решила остаться рядом с семьей. В 14 лет Калинская отправилась для тренировок во Францию в академию Муратоглу, а также ездила в США. Она несколько раз посещала академию во Франции, но в итоге решила остаться в Москве. С 2019 года тренером Калинской является Патрисия Тарабини.
Любимое покрытие — хард; любимый турнир — Санкт-Петербург.
Сообщалось об отношениях Анны Калинской с Ником Кирьосом и Янником Синнером. У Калинской есть три собаки.

## Спортивная карьера

### Начало карьеры

#### Юниорские годы

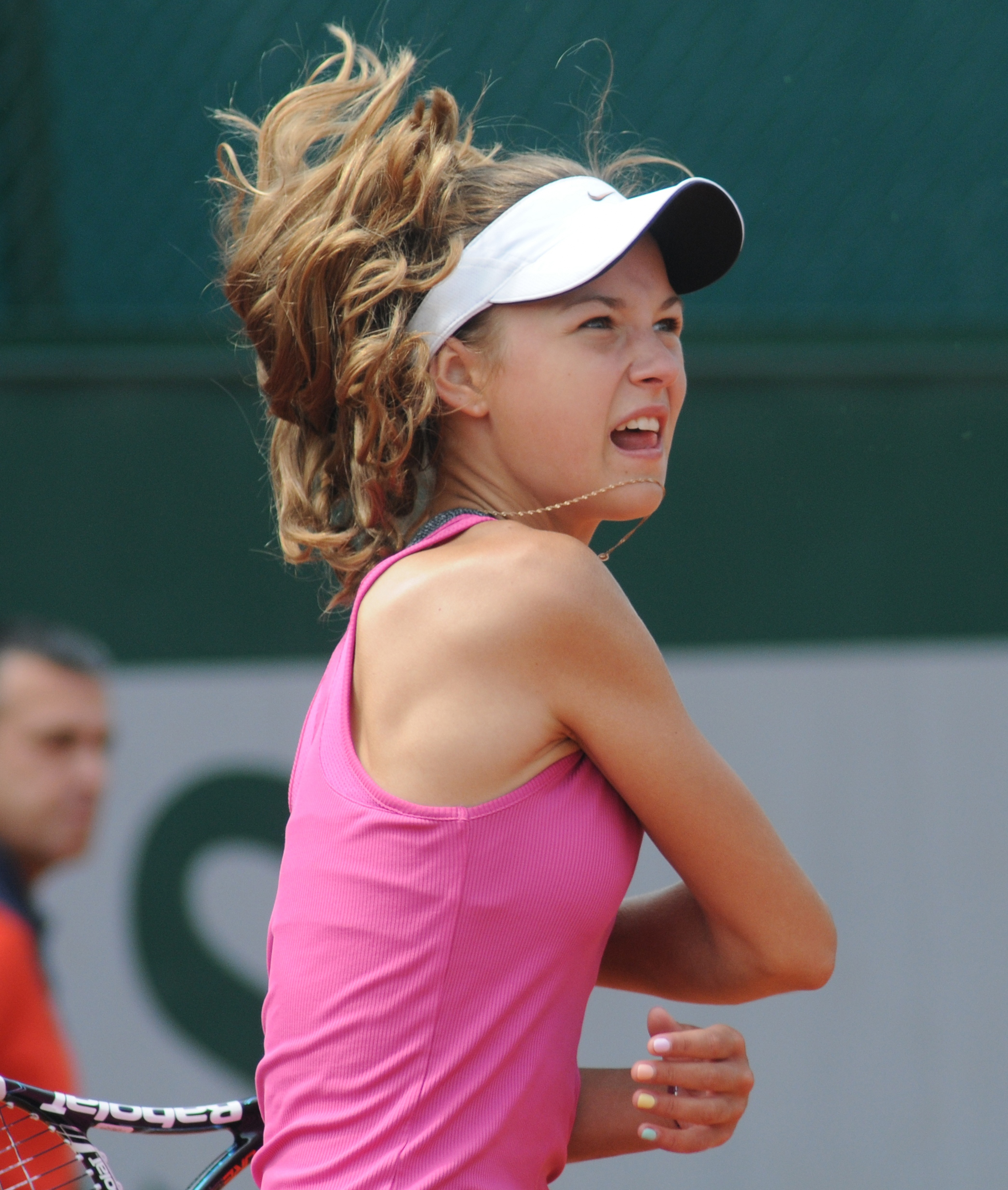
На юниорском Ролан Гаррос 2014 года

В 2012-м году Калинская дошла до финала Tennis Europe Junior Masters U14, где уступила Далме Галфи. В конце 2012 года сыграла первый раз в рамках Юниорского тура ITF, победив на первом же соревновании в России. В 2013 году она выиграла в юниорском туре три турнира в одиночном и один в парном разрядах. В 2014 году Калинская начала с победного дубля на турнире уровня G2 в Братиславе. Затем отметилась победой на уровне G1 в Чехии в парном разряде, а в начале марта в Литве сделала победный дубль на уровне  G2. Далее она вышла в финалы соревнований в Казани и Берлине, выиграла турнир в Колледж-Парке в обоих разрядах и парный Кубок Озерова в Москве. На Открытом чемпионате США Калинская впервые сыграла на юниорских турнирах серии Большого шлема, уступив в четвертьфинале будущей чемпионке Марии Боузковой.
В 2015 году на юниорском Ролан Гаррос Калинская смогла дойти до финала, где уступила Пауле Бадосе. В июле в паре с Блинковой дошла до полуфинала чемпионата Европы. В августе второй год подряд сделал победный дубль на соревновании G1 в Колледж-Парке, а на юниорском Открытом чемпионате США в парном разряде вышла в финала совместно с Анастасией Потаповой.
В начале 2016 года Калинская завершала юниорскую карьеру и показала самый значимый результат на этом уровне. На Открытом чемпионате Австралии она вместе с Терезой Михаликовой выиграла парный приз юниорского Большого шлема. В феврале 2016-го года достигла пикового показателя в юниорском рейтинге, достигнув третьего места..

#### Начало взрослой карьеры
Первое появление на взрослом уровне состоялось в 2014 году, когда осенью Калинская сыграла в квалификации Кубка Кремля. В 2015 году она выиграла первый взрослый приз в парном разряде на 25-тысячнике из цикла ITF в Санрайзе (США) совместно с Катериной Стюарт. В одиночном разряде она сыграла серию турниров, отметившись финалами в Турции и Тунисе. Также осенью она стала победительницей внутреннего соревнования — Чемпионата России в Казани.
В 2016 году пришли первые титулы в одиночном разряде (четыре за сезон), позволившие к концу подняться в топ-200 рейтинга. В парном разряде Калинская также вошла в топ-200, выиграв за сезон пять парных титулов, в том числе в мае в дуэте с Терезой Михаликовой на 100-тысячнике ITF в Трнаве. В октябре, в паре с Олесей Первушиной, впервые сыграла на турнире WTA — в Москве, где был выигран один матч. Через год стала играть в квалификации турниров Большого шлема, но первые четыре попытки оказались неудачными. На турнирах WTA-тура несколько раз пробивалась во второй раунд, а в Куала-Лумпуре обыграла игрока топ-30: Каролин Гарсию. В феврале 2017 года Калинская дебютировала за сборную России в Кубке Федераций, выиграв парную встречу с Блинковой в матче с командой Тайваня.
В 2018 году Калинская четырежды играла в финалах квалификации турниров Большого шлема и два раза смогла попасть в основную сетку. Дебют на взрослом Большом шлеме состоялся в январе на Открытом чемпионате Австралии, где она после трёх побед в квалификации проиграла в первом раунде Камиле Джорджи. В феврале она не смогла помочь сборной в Кубке Федерации, проиграв одиночную парную встречу в матче со Словакией. В марте на 60-тысячнике в Китае удалось выйти в финал, а в парном разряде выиграть главный приз с Викторией Кужмовой. Далее на 60-тысячнике во Франции Калинская и Кужмова вновь завоевали парный титул. В мае был сыгран и первый матч на турнирах Большого шлема в парном разряде: вместе с Екатериной Макаровой Калинская участвовала в Открытом чемпионате Франции. Открытый чемпионат США стал вторым в сезоне турниром серии Большого шлема, куда Калинская попала через квалификацию, однако, как и в Австралии, она проиграла в первом же раунде.

### 2019—2021 (дебют в топ-100, первые титулы WTA в парах)

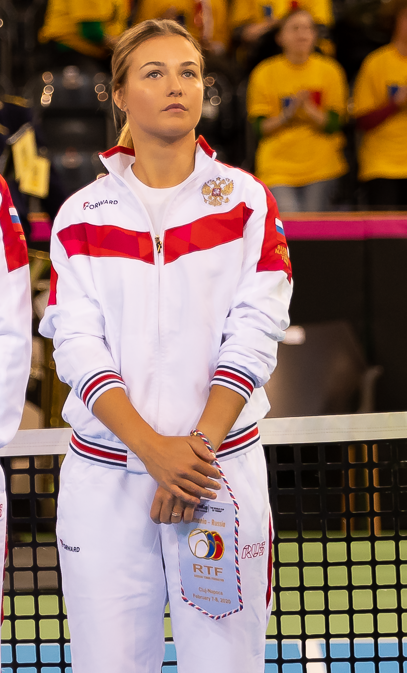
В матче за сборную в 2020 году

2019 год Калинская начала с победы на 25-тысячнике из цикла ITF, а затем второй год подряд через квалификацию попала на Открытый чемпионат Австралии, где в первом раунде проиграла № 11 в мире Арине Соболенко. В начале февраля она смогла сыграть в дебютном финале в WTA-туре в парном разряде, достигнув его на турнире серии Премьер в Санкт-Петербурге в партнёрстве с Викторией Кужмовой из Словакии. В мае Калинская уже смогла взять дебютный титул в Туре, после победы с Кужмовой на турнире в Праге, где все четыре матча заканчивались на решающих тай-брейках. Через две недели она выиграла уже индивидуальный трофей, взяв его на 60-тысячнике из цикла ITF в Сен-Годенсе (Франция). В начале июля ей удалось впервые выступить на Уимблдонском турнире, пройдя три раунда квалификационного отбора. Затем Калинская впервые вышла в одиночный полуфинал в Туре, сделав это на турнире WTA в Вашингтоне. На Открытом чемпионате США она выиграла первый матч в основной сетке Большого шлема, при этом победив игрока топ-10 Слоан Стивенс (6-3, 6-4). В сентябре Калинская вышла в 1/4 финала турнира в Ташкенте, после чего впервые поднялась в первую сотню одиночного рейтинга. Также в этом сезоне она попала в топ-100 парного рейтинга.
В 2020 году Калинская начала выступления с прохода через квалификацию на Открытый чемпионат Австралии. В феврале она внесла решающий вклад в победу сборной России в квалификационном раунде Кубка Билли Джин Кинг. Матч с Румынией проходил на корте соперниц и Калинская вышла на решающий парный матч при счёте 2:2. В дуэте с Анной Блинковой была одержана победа над парой Жаклин Кристиан и Елена-Габриэла Русе (6-3, 6-2) и россиянки попали в финальный раунд, который состоялся уже через год. Калинская в нём не сыграла, однако, в том числе благодаря её решающей победе в квалификации, сборная России сыграла в решающем турнире и смогла завоевать этот престижный командный кубок. После паузы в сезоне Калинская не показывала сильных результатов и лучшим результатом стал выход во второй раунд Открытого чемпионата США.
В феврале 2021 года в команде с Викторией Кужмовой вышла в парный финал турнира в Мельбурне. В марте Калинская, начав с квалификации, смогла доиграть до 1/4 финала турнира в Монтеррее. Весной ей удалось выйти в третий раунд крупного турнира в Майами. На Уимблдонском турнире она выступила, единственный раз в сезоне преодолев квалификацию на турнирах Большого шлема. В сентябре Калинская смогла выиграть второй парный титул WTA в карьере, взяв его на турнире в Портороже в партнёрстве с Терезой Михаликовой. В октябре она прошла отбор на крупный турнир в Индиан-Уэлсе, где выиграла три матча, дойдя до четвёртого раунда. На последнем для себя турнире в сезоне — в Курмайёре вышла в четвертьфинал.

### 2022—2024 (1/4 финала в Австралии, топ-20 и первые одиночные финалы WTA)

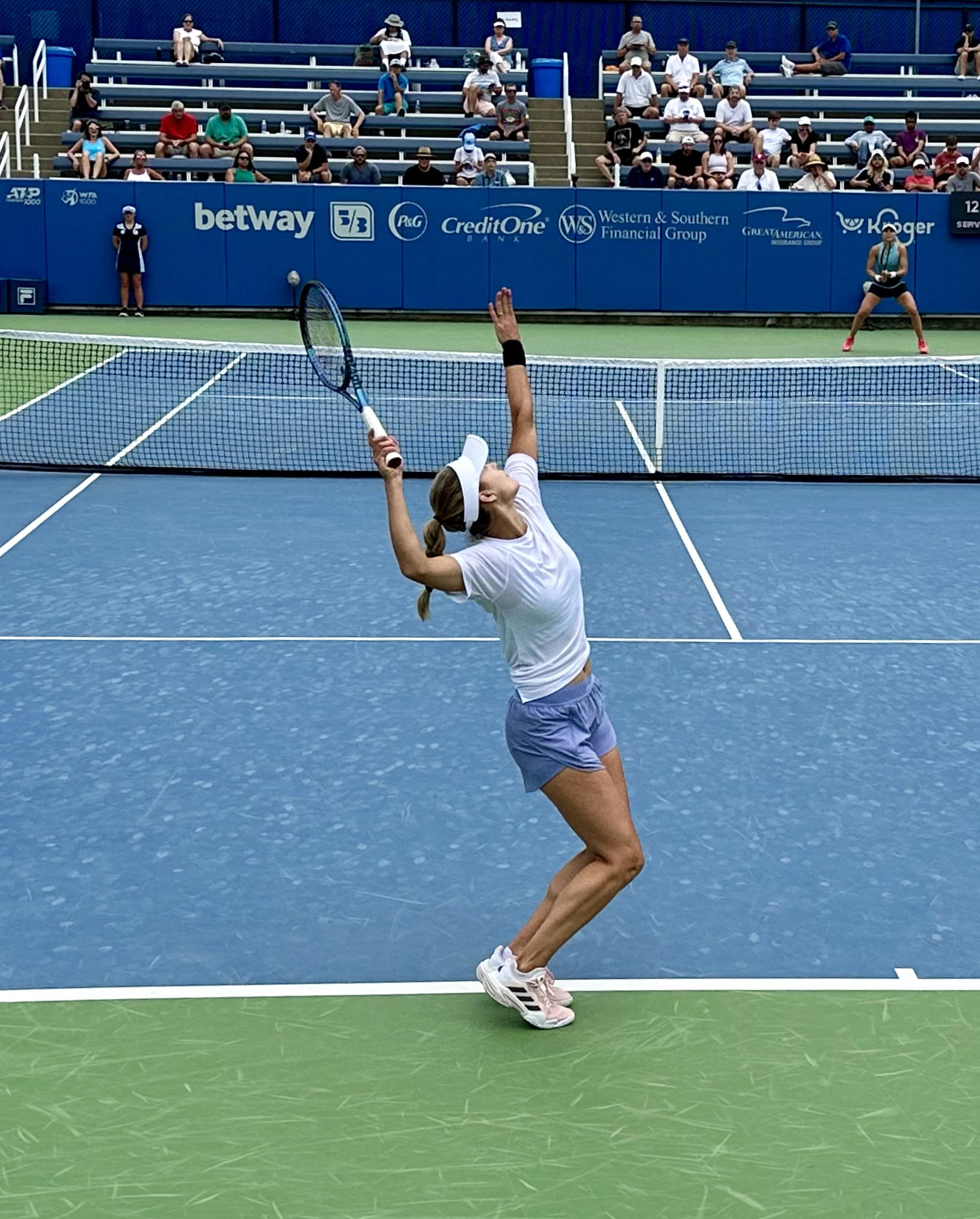
Подача на турнире в Цинциннати 2024 года

В 2022 году Калинская закрепилась в первой сотне, достигнув середине сентября на 51-ю строчку рейтинга. В феврале ей удалось выиграть парный приз категории WTA 500, взяв его в дуэте с американкой Кэти Макнэлли на турнире в Санкт-Петербурге. В финале обыграны Алиция Росольская (Польша) и Эрин Рутлифф (Новая Зеландия). Через две недели показала первый в сезоне хороший результат в одиночках, пройдя в полуфинал турнира в Гвадалахаре. В марте в Индиан-Уэлсе и Майами она проходила в третий раунд и смогла на последнем турнире из серии обыграть № 8 мире Каролину Плишкову (6-3, 6-3). Следующий раз, когда Калинская вышла в 1/4 финала случился уже в августе на турнире в Вашингтоне, где она прошла во втором раунде на отказе во втором сете № 16 в мире Симону Халеп. В парном разряде на этом же турнире Калинская совместно с Макнэлли доиграла до финала. Лучшим результатом на Больших шлемах 2022 года стал проход во второй раунд Открытого чемпионата США. Выступление в сезоне она завершила на турнире WTA 1000 в Гвадалахаре, где удалось выиграть три матча и выйти в четвертьфинал.
На Открытом чемпионате Австралии 2023 года проиграла в первом круге 11-й ракетке мира Даниэль Коллинз. В парном разряде Калинская впервые пробилась в четвертьфинал на турнирах Большого шлема вместе с Кэролайн Доулхайд, обыграв в третьем раунде Габриэлу Дабровски и Гильяну Ольмос, но в борьбе за 1/2 финала уступив Сюко Аояме и Эне Сибахаре. В марте Калинская вновь сыграла с Даниэль Коллинз, проиграв ей ещё раз в четвертьфинале турнира в Остине. В апреле на грунтовом турнире в Чарлстоне Калинская смогла выйти в четвертьфинал. Затем на тысячнике в Мадриде смогла победить во втором раунде № 7 в мире Елену Рыбакину (7-5, 4-6, 6-2). Сезон усложнился травмой ноги во время грунтовой серии и после двух снятий Калинская взяла паузу в выступлениях на несколько месяцев. Возвращение после травмы состоялось на Открытом чемпионате США, где Калинская в первом круге обыграла Катерину Синякову, а во втором круге проиграла Соране Кырстя. Осенний отрезок сезона начался с турнира в Осаке. где Калинская вышла в четвертьфинал, а также сыграла в парном финале в партнёрстве с Юлией Путинцевой. Завершила сезон играми на турнирах более младшей серии WTA 125 и смогла выйти в финал в Мексике, а затем выиграть турнир в США.
Через год Калинская впервые сыграла на всех турнирах Большого шлема и WTA 1000 и смогла прибавить в рейтинге и результатах. В начале сезона 2024 года на Открытом чемпионате Австралии Калинская смогла выйти в свой первый четвертьфинал Большого шлема в одиночном разряде, одолев Кэти Волынец, Аранчу Рус и Слоан Стивенс и Жасмин Паолини. До этого она не выигрывала ни одного матча в основной одиночной сетке в Австралии. В четвертьфинале Калинская уступила 15-й ракетке мира Чжэн Циньвэнь со счётом 7-6(4), 3-6, 1-6. В феврале Калинская хорошо сыграла на соревновании WTA 1000 в Дубае. Начав турнир с квалификации, она выиграла подряд семь матчей и вышла в финал. В третьем раунде прошла девятую ракетку мира Елену Остапенко со счётом 6-4, 7-5, в 1/4 финала победила третью ракетку мира Кори Гауфф со счётом 2-6, 6-4, 6-2, а затем в полуфинале сенсационно обыграла лидера мирового рейтинга Игу Свёнтек со счётом 6-4, 6-4. В финале Калинская уступила итальянке Жасмин Паолини — 6-4, 5-7, 5-7. Благодаря дебютному одиночному финалу в WTA-туре поднялась на 24-е место в рейтинге.
В марте 2024 года на турнире WTA 1000 в Индиан-Уэлсе вновь проиграла Паолини (3-6, 6-3, 4-6), но на этот раз в третьем круге. На турнире в Майами смогла обыграть № 10 в мире Елену Остапенко (6-3, 6-1) и выйти в четвёртый раунд, но далее она снялась с соревнований из-за травмы бедра. В июне Калинская второй раз в сезоне смогла выйти в финал в WTA-туре, на этот раз на травяном турнире в Берлине, обыграв на отказах двух представительниц топ-10 (Маркету Вондроушову и Арину Соболенко) и доведя количество побед в сезоне над теннисистками из первой десятки до семи. В решающем матче она проиграла № 5 в мире Джессике Пегуле в трёх сетах. Выступление в Берлине позволило впервые подняться в топ-20. На Уимблдонском турнире Калинская впервые выиграла матч основной сетки и прошла в целом в четвёртый раунд. Открытый чемпионат США закончился для неё в третьем раунде. В завершающем сезон отрезке она отметилась четвёртым раундом в Пекине и четвертьфиналом на более турнире в Нинбо. 28-го октября поднялась на 11-ю строчку рейтинга.

### 2025 год
В начале 2025 года у Калинской появились проблемы со здоровьем и она дважды снималась по ходу матчей, в том числе с полуфинала турнира в Сингапуре, а между ними была вынуждена пропустить Открытый чемпионат Австралии из-за вируса. В апреле на турнире в Чарлстоне удалось обыграть пятую ракетку мира Мэдисон Киз и выйти в четвертьфинал. На турнире WTA 1000 в Мадриде пришёл успех в парном разряде. Калинская смогла победить в паре с румынкой Сораной Кырстя, обыграв на финальном тай-брейке пару Вероника Кудерметова и Элизе Мертенс.

## Итоговое место в рейтинге WTA по годам[36]
| Год  | Одиночный рейтинг | Парный рейтинг |
| 2024 | 14                | 139            |
| 2023 | 77                | 76             |
| 2022 | 58                | 78             |
| 2021 | 110               | 90             |
| 2020 | 114               | 105            |
| 2019 | 100               | 81             |
| 2018 | 169               | 121            |
| 2017 | 146               | 133            |
| 2016 | 199               | 154            |
| 2015 | 681               | 620            |

## Выступления на турнирах

### Финалы турнировWTAв одиночном разряде (3)

#### Поражения (3)
| Легенда:                      |
| ----------------------------- |
| Турниры Большого шлема (0)    |
| Олимпиада (0)                 |
| Итоговый турнир WTA (0)       |
| Premier 5 / WTA 1000 (0+1)    |
| Premier / WTA 500 (0+1)       |
| International / WTA 250 (0+2) |

| Титулы по покрытиям | Титулы по месту проведения матчей турнира |
| ------------------- | ----------------------------------------- |
| Хард (0+2)          | Зал (0+1)                                 |
| Грунт (0+2)         | Зал (0+1)                                 |
| Трава (0)           | Открытый воздух (0+3)                     |
| Ковёр (0)           | Открытый воздух (0+3)                     |

| №  | Дата            | Турнир           | Покрытие | Соперница в финале | Счёт              |
| 1. | 24 февраля 2024 | Дубай, ОАЭ       | Хард     | Жасмин Паолини     | 6-4 5-7 5-7       |
| 2. | 23 июня 2024    | Берлин, Германия | Трава    | Джессика Пегула    | 7-6(0) 4-6 6-7(3) |
| 3. | 27 июля 2025    | Вашингтон, США   | Хард     | Лейла Фернандес    | 1-6 2-6           |

### Финалы турнировWTA 125иITFв одиночном разряде (17)

#### Победы (8)
| Легенда:                  |
| ------------------------- |
| WTA 125 (1)               |
| 100.000 USD (0+1)         |
| 80.000 (75.000) USD (0)   |
| 60.000 (50.000) USD (1+2) |
| 25.000 USD (5+5)          |
| 15.000 (10.000) USD (1+1) |

| Титулы по покрытиям | Титулы по месту проведения матчей турнира |
| ------------------- | ----------------------------------------- |
| Хард (2+4)          | Зал (1+2)                                 |
| Грунт (5+5)         | Зал (1+2)                                 |
| Трава (0)           | Открытый воздух (7+7)                     |
| Ковёр (1)           | Открытый воздух (7+7)                     |

| №  | Дата            | Турнир                | Покрытие   | Соперница в финале       | Счёт        |
| 1. | 30 апреля 2016  | Шымкент, Казахстан    | Грунт      | Илона Кремень            | 6-4 6-2     |
| 2. | 11 июня 2016    | Минск, Беларусь       | Грунт      | Вера Лапко               | 6-4 6-3     |
| 3. | 17 июля 2016    | Ашаффенбург, Германия | Грунт      | Далила Якупович          | 6-3 2-6 6-2 |
| 4. | 27 августа 2016 | Харьков, Украина      | Грунт      | Валентини Грамматикопулу | 6-4 1-6 6-1 |
| 5. | 22 октября 2017 | Обидуш, Португалия    | Ковёр      | Магдалена Френх          | 6-3 6-3     |
| 6. | 6 января 2019   | Плейфорд, Австралия   | Хард       | Елена Рыбакина           | 6-4 6-4     |
| 7. | 19 мая 2019     | Сен-Годенс, Франция   | Грунт      | Ана Богдан               | 6-3 6-4     |
| 8. | 5 ноября 2023   | Мидленд, США          | Хард (зал) | Яна Фетт                 | 7-5 6-4     |

#### Поражения (9)
| №  | Дата             | Турнир             | Покрытие   | Соперница в финале       | Счёт            |
| 1. | 12 апреля 2015   | Анталья, Турция    | Хард       | Лу Цзяцзин               | 2-6 0-6         |
| 2. | 22 ноября 2015   | Эль-Кантави, Тунис | Хард       | Эма Бургич-Бучко         | Без игры        |
| 3. | 2 апреля 2016    | Манама, Бахрейн    | Хард       | Тереза Михаликова        | 5-7 1-6         |
| 4. | 18 июня 2016     | Минск, Беларусь    | Грунт      | Валентини Грамматикопулу | 3-6 1-4 — отказ |
| 5. | 7 августа 2016   | Пльзень, Чехия     | Грунт      | Наталья Вихлянцева       | 1-6 3-6         |
| 6. | 12 ноября 2016   | Минск, Беларусь    | Хард (зал) | Анастасия Фролова        | Без игры        |
| 7. | 16 сентября 2017 | Батуми, Грузия     | Хард       | Нигина Абдураимова       | 6-3 4-6 3-6     |
| 8. | 18 марта 2018    | Шэньчжэнь, Китай   | Хард       | Виктория Кужмова         | 5-7 3-6         |
| 9. | 29 октября 2023  | Тампико, Мексика   | Хард       | Эмина Бектас             | 3-6 6-3 6-7(3)  |

### Финалы турнировWTAв парном разряде (9)

#### Победы (4)
| №  | Дата             | Турнир                  | Покрытие   | Партнёрша         | Соперницы в финале                         | Счёт                |
| 1. | 3 мая 2019       | Прага, Чехия            | Грунт      | Виктория Кужмова  | Николь Мелихар Квета Пешке                 | 4-6 7-5 [10-7]      |
| 2. | 19 сентября 2021 | Порторож, Словения      | Хард       | Тереза Михаликова | Александра Крунич Лесли Паттинама Керкхове | 4-6 6-2 [12-10]     |
| 3. | 13 февраля 2022  | Санкт-Петербург, Россия | Хард (зал) | Кэти Макнэлли     | Алиция Росольская Эрин Рутлифф             | 6-3 6-7(5) [10-4]   |
| 4. | 4 мая 2025       | Мадрид, Испания         | Грунт      | Сорана Кырстя     | Вероника Кудерметова Элизе Мертенс         | 6-7(10) 6-2 [12-10] |

#### Поражения (5)
| №  | Дата             | Турнир                  | Покрытие   | Партнёрша        | Соперницы в финале                    | Счёт            |
| 1. | 3 февраля 2019   | Санкт-Петербург, Россия | Хард (зал) | Виктория Кужмова | Маргарита Гаспарян Екатерина Макарова | 5-7 5-7         |
| 2. | 7 февраля 2021   | Мельбурн, Австралия     | Хард       | Виктория Кужмова | Сюко Аояма Эна Сибахара               | 3-6 4-6         |
| 3. | 7 августа 2022   | Вашингтон, США          | Хард       | Кэти Макнэлли    | Джессика Пегула Эрин Рутлифф          | 3-6 7-5 [10-12] |
| 4. | 16 сентября 2023 | Осака, Япония           | Хард       | Юлия Путинцева   | Надежда Киченок Анна-Лена Фридзам     | 6-7(3) 3-6      |
| 5. | 4 января 2025    | Брисбен, Австралия      | Хард       | Присцилла Хон    | Мирра Андреева Диана Шнайдер          | 6-7(6) 5-7      |

### Финалы турнировWTA 125иITFв парном разряде (10)

#### Победы (9)
| №  | Дата           | Турнир                 | Покрытие   | Партнёрша                | Соперницы в финале                           | Счёт              |
| 1. | 1 февраля 2015 | Санрайз, США           | Грунт      | Катерина Стюарт          | Беатрис Хаддад Майя Паула Кристина Гонсалвес | 7-6(6) 5-7 [10-6] |
| 2. | 2 апреля 2016  | Манама, Бахрейн        | Хард       | Тереза Михаликова        | Катарина Херинг Кимберли Циммерманн          | 7-5 6-3           |
| 3. | 14 мая 2016    | Трнава, Словакия       | Грунт      | Тереза Михаликова        | Евгения Родина Анастасия Севастова           | 6-1 7-6(4)        |
| 4. | 18 июня 2016   | Минск, Беларусь        | Грунт      | Валентини Грамматикопулу | Лаура Пигосси Ульрикке Эйкери                | 4-6 6-1 [10-2]    |
| 5. | 24 июля 2016   | Дармштадт, Германия    | Грунт      | Валентини Грамматикопулу | Анита Гусарич Далила Якупович                | 6-4 6-1           |
| 6. | 12 ноября 2016 | Минск, Беларусь        | Хард (зал) | Ника Шитковская          | Илона Кремень Вера Лапко                     | 6-2 6-3           |
| 7. | 6 августа 2017 | Бад-Заульгау, Германия | Грунт      | Ипек Сойлу               | Николета Даскэлу Кристина Дину               | 6-2 6-2           |
| 8. | 18 марта 2018  | Шэньчжэнь, Китай       | Хард       | Виктория Кужмова         | Ван Синьюй Данка Ковинич                     | 6-4 1-6 [10-7]    |
| 9. | 31 марта 2018  | Круасси-Бобур, Франция | Хард (зал) | Виктория Кужмова         | Петра Крейсова Йесика Малечкова              | 7-6(5) 6-1        |

#### Поражение (1)
| №  | Дата        | Турнир              | Покрытие | Партнёрша     | Соперницы в финале                         | Счёт    |
| 1. | 19 мая 2019 | Сен-Годенс, Франция | Грунт    | Софья Лансере | Джулия Гатто-Монтиконе Мартина ди Джузеппе | 1-6 1-6 |

## История выступлений на турнирах
По состоянию на 14 июля 2025 года
Для того, чтобы предотвратить неразбериху и удваивание счета, информация в этой таблице корректируется только по окончании участия там данного игрока.
| Турнир                       | 2017          | 2018          | 2019          | 2020          | 2021          | 2022          | 2023          | 2024   | 2025  | Итог   | В/П за карьеру |
| ---------------------------- | ------------- | ------------- | ------------- | ------------- | ------------- | ------------- | ------------- | ------ | ----- | ------ | -------------- |
| Турниры Большого шлема       |               |               |               |               |               |               |               |        |       |        |                |
| Открытый чемпионат Австралии | К             | 1Р            | 1Р            | 1Р            | К             | К             | 1Р            | 1/4    | -     | 0 / 5  | 4-5            |
| Открытый чемпионат Франции   | К             | К             | К             | 1Р            | К             | 1Р            | -             | 2Р     | 1Р    | 0 / 4  | 1-4            |
| Уимблдонский турнир          | К             | К             | 1Р            | НП            | 1Р            | О             | -             | 4Р     | 2Р    | 0 / 4  | 4-4            |
| Открытый чемпионат США       | К             | 1Р            | 2Р            | 2Р            | К             | 2Р            | 2Р            | 3Р     |       | 0 / 6  | 6-6            |
| Итог                         | 0 / 0         | 0 / 2         | 0 / 3         | 0 / 3         | 0 / 1         | 0 / 2         | 0 / 2         | 0 / 4  | 0 / 2 | 0 / 19 |                |
| В/П в сезоне                 | 0-0           | 0-2           | 1-3           | 1-3           | 0-1           | 1-2           | 1-2           | 10-4   | 1-2   |        | 15-19          |
| Турниры WTA 1000             |               |               |               |               |               |               |               |        |       |        |                |
| Доха                         | ОС            | -             | ОС            | -             | ОС            | -             | ОС            | 1Р     | 1Р    | 0 / 2  | 0-2            |
| Дубай                        | -             | ОС            | -             | ОС            | -             | ОС            | К             | Ф      | 1Р    | 0 / 2  | 5-2            |
| Индиан-Уэлс                  | -             | -             | -             | НП            | 4Р            | 3Р            | 2Р            | 3Р     | 1Р    | 0 / 5  | 7-5            |
| Майами                       | -             | -             | -             | НП            | 3Р            | 3Р            | 2Р            | 4Р     | 3Р    | 0 / 5  | 8-3            |
| Мадрид                       | -             | -             | -             | НП            | К             | -             | 3Р            | 2Р     | 3Р    | 0 / 3  | 3-3            |
| Рим                          | -             | -             | -             | К             | -             | -             | 3Р            | 3Р     | 2Р    | 0 / 3  | 3-3            |
| Монреаль / Торонто           | -             | -             | -             | НП            | -             | -             | -             | 3Р     |       | 0 / 1  | 2-1            |
| Нью-Йорк / Цинциннати        | -             | -             | -             | 1Р            | -             | 2Р            | -             | 2Р     |       | 0 / 3  | 2-3            |
| Пекин                        | -             | -             | -             | Не проводился | Не проводился | Не проводился | К             | 4Р     |       | 0 / 1  | 2-1            |
| Гвадалахара                  | Не проводился | Не проводился | Не проводился | Не проводился | Не проводился | 1/4           | -             | ОС     | ОС    | 0 / 1  | 3-1            |
| Ухань                        | -             | -             | -             | Не проводился | Не проводился | Не проводился | Не проводился | 2Р     |       | 0 / 1  | 1-1            |
| Итог                         | 0 / 0         | 0 / 0         | 0 / 0         | 0 / 2         | 0 / 3         | 0 / 4         | 0 / 6         | 0 / 10 | 0 / 6 | 0 / 31 |                |
| В/П в сезоне                 | 0-0           | 0-0           | 0-0           | 0-1           | 5-2           | 8-3           | 6-4           | 15-9   | 2-6   |        | 36-25          |

| Турнир                       | 2018          | 2019          | 2020          | 2021          | 2022  | 2023  | 2024  | 2025  | Итог   | В/П за карьеру |
| ---------------------------- | ------------- | ------------- | ------------- | ------------- | ----- | ----- | ----- | ----- | ------ | -------------- |
| Турниры Большого шлема       |               |               |               |               |       |       |       |       |        |                |
| Открытый чемпионат Австралии | -             | -             | 1Р            | 3Р            | -     | 1/4   | 3Р    | -     | 0 / 4  | 7-4            |
| Открытый чемпионат Франции   | 1Р            | -             | 1Р            | 1Р            | 2Р    | -     | 2Р    | -     | 0 / 5  | 2-5            |
| Уимблдонский турнир          | К             | -             | НП            | 2Р            | О     | -     | -     | 1/4   | 0 / 2  | 4-1            |
| Открытый чемпионат США       | -             | 3Р            | -             | 1Р            | 1Р    | 1Р    | 2Р    |       | 0 / 5  | 2-5            |
| Итог                         | 0 / 1         | 0 / 1         | 0 / 2         | 0 / 4         | 0 / 2 | 0 / 2 | 0 / 3 | 0 / 1 | 0 / 16 |                |
| В/П в сезоне                 | 0-1           | 2-1           | 0-2           | 3-3           | 1-2   | 3-2   | 4-3   | 3-1   |        | 16-15          |
| Турниры WTA 1000             |               |               |               |               |       |       |       |       |        |                |
| Дубай                        | ОС            | -             | ОС            | -             | ОС    | 2Р    | -     | -     | 0 / 1  | 1-1            |
| Индиан-Уэлс                  | -             | -             | НП            | -             | -     | -     | 1Р    | 1/4   | 0 / 2  | 2-2            |
| Майами                       | -             | -             | НП            | -             | -     | 2Р    | -     | 2Р    | 0 / 2  | 2-2            |
| Мадрид                       | -             | -             | НП            | -             | -     | 2Р    | -     | П     | 1 / 2  | 6-0            |
| Рим                          | -             | -             | -             | -             | -     | -     | 1Р    | -     | 0 / 1  | 0-1            |
| Гвадалахара                  | Не проводился | Не проводился | Не проводился | Не проводился | 1Р    | -     | ОС    | ОС    | 0 / 1  | 0-1            |
| Итог                         | 0 / 0         | 0 / 0         | 0 / 0         | 0 / 0         | 0 / 1 | 0 / 3 | 0 / 2 | 1 / 3 | 1 / 9  |                |
| В/П в сезоне                 | 0-0           | 0-0           | 0-0           | 0-0           | 0-1   | 4-3   | 0-2   | 8-2   |        | 12-8           |

## История личных встреч
| Соперница       | Все матчи | Финалы |                   |
| --------------- | --------- | ------ | ----------------- |
| Арина Соболенко | 0-0       | 0-0    | юниорские турниры |
| Арина Соболенко | 2-3       | 0-0    | взрослые турниры  |
| Жасмин Паолини  | 0-0       | 0-0    | юниорские турниры |
| Жасмин Паолини  | 1-3       | 0-1    | взрослые турниры  |
| Чжэн Циньвэнь   | 0-0       | 0-0    | юниорские турниры |
| Чжэн Циньвэнь   | 1-1       | 0-0    | взрослые турниры  |
| Ига Свёнтек     | 0-0       | 0-0    | юниорские турниры |
| Ига Свёнтек     | 1-0       | 0-0    | взрослые турниры  |
| Кори Гауфф      | 0-0       | 0-0    | юниорские турниры |
| Кори Гауфф      | 1-0       | 0-0    | взрослые турниры  |